# Parque nacional Cavernas del Peruaçu
El Parque Nacional Cavernas do Peruaçu es una unidad de conservación creada el 21 de septiembre de 1999, que tiene como objetivo proteger este valioso patrimonio geológico y arqueológico existente en esta región. Con una superficie de 56 448 hectáreas, se encuentra a unos 45 km de la ciudad de Januária y a 15 km de Itacarambi en la región norte de Minas Gerais. Con fácil acceso, y carreteras pavimentadas  en buenas condiciones puede llegar a su ubicación. Alberga más de 140 cuevas, más de 80 yacimientos arqueológicos y pinturas rupestres y, además, en él vive la tribu indígena de los xakriabá. Forma parte del conjunto de Parques nacionales de Brasil administrados por Instituto Chico Mendes para la Conservación de la Biodiversidad.

## Hallazgos arqueológicos
En la región del Valle de Peruaçu, en la Lapa del Boqueta se encontraron herramientas de doce mil años de edad. También se conservan múltiples pinturas rupestres en las cuevas y cavernas locales, las primeras de hace nueve mil años, las más recientes de hace quinientos.

## Origen
El origen se remonta a hace millones de años, cuando parte de Brasil todavía estaba inundada por las aguas de un mar interior y que se secó con el aumento del nivel de la tierra. Este proceso dejó una gran masa entera de piedra caliza que en la actualidad albergan miles de cuevas dispersas por Brasil. El río Peruaçu, un afluente del río São Francisco, tuvo su curso natural cercado por una piedra caliza tan masiva que con el tiempo la acción erosiva del agua ha estado tallando, en busca de una salida.
La meteorización se ha traducido en un conjunto de cuevas, muchas de ellas todavía vírgenes, que han atraído a los espeleólogos en busca de cuevas aún no catalogadas. La jornada de puertas abiertas se debe hacer con mucho cuidado para no dañar los espeleotemas que tardaron millones de años en formarse.
La visita al parque debe ser realizada por guías registrados en el ICMBio y existe una restricción en el número de personas.